# 西蘭公國旗

比例2:3

西蘭公國旗是私人国家西蘭公國的国旗，是一面由紅、灰黑色的兩個直角三角形和中間白色斜條組成的旗。该面旗帜于1967年9月2日开始使用。值得注意的是，中間白色斜條并非平分红黑两色，红色部分要大于黑色部分。

## 西蘭公國其他的旗

### 皇室旗幟

西蘭公國親王旗幟